# Sandrigo Hockey 2018-2019
Questa voce raccoglie le informazioni riguardanti il Sandrigo Hockey nelle competizioni ufficiali della stagione 2018-2019.

## Maglie e sponsor
| 1ª divisa | 2ª divisa |

## Organigramma societario
- Presidente: Dario Scanavin
- Vicepresidente:
- Consiglieri:
- Direttore sportivo:
- Segretaria:
- Addetto stampa:

## Organico

### Giocatori
Rosa e numerazione, tratte dal sito internet ufficiale della Federazione Italiana Sport Rotellistici, aggiornate alla stagione 2018-2019.
| N° | Naz.               | Ruolo | Sportivo            |  |  |  |
| -- | ------------------ | ----- | ------------------- |  |  |  |
| 1  | Italia (bandiera)  | P     | Andrea Dal Zotto    |  |  |  |
| 2  | Italia (bandiera)  | E     | Giovanni Bordignon  |  |  |  |
| 5  | Italia (bandiera)  | E     | Alberto Pozzato     |  |  |  |
| 6  | Italia (bandiera)  | E     | Marco Poletto       |  |  |  |
| 7  | Italia (bandiera)  | E     | Paolo Chemello      |  |  |  |
| 9  | Italia (bandiera)  | E     | Giovanni Clodelli   |  |  |  |
| 10 | Italia (bandiera)  | P     | Cristian Gasparotto |  |  |  |
| 17 | Italia (bandiera)  | E     | Stefano Campagnolo  |  |  |  |
| 23 | Italia (bandiera)  | E     | Federico Manin      |  |  |  |
| 54 | Brasile (bandiera) | E     | Cláudio Filho       |  |  |  |

### Staff tecnico
- 1º Allenatore:  Alberto Vidale
- 2º Allenatore:
- Meccanico: